# Konca Kuriş
Konca Kuriş (ur. 16 października 1961 w Mersin, zm. 1998 lub 1999 w Konyi) – turecka pisarka feministyczna, uprowadzona i zamordowana przez prawicowo-islamistyczne kurdyjskie ugrupowanie Hizbullah w 1998.

## Życiorys
Konca Kuriş zajmowała się kwestiami praw kobiet w islamie. Zainteresowała się islamem w 1987 roku za sprawą zakonu Nakszbandijja, do którego należał jej teść. Później przyjęła idee ruchu koranicznego, twierdząc, że drogą do Allaha nie jest zakon religijny. Utrzymywała kontakty z wieloma społecznościami i organizacjami, takimi jak zakon Nakszbandijja, Nur Cemaati, Süleymancılar, Hizbullah i Świadkowie Jehowy, w celu prowadzenia działalności kaznodziejskiej. Nigdy jednak nie była członkinią Hizbullahu.
Opowiadała się za reinterpretacją islamu w kontekście współczesnej myśli. Choć zakrywała włosy chustą, uważała, że Koran nie nakłada obowiązku jej noszenia. Krytykowała poligamię i twierdziła, że mężczyźni i kobiety mogą modlić się razem. Z powodu swoich poglądów otrzymywała groźby. Współpracowała ze swoją ciotką Neclą Genç w Niezależnym Stowarzyszeniu Kobiet w Mersin. Hizbullah uznał ją za cel ze względu na jej krytykę dogmatycznej interpretacji Koranu.
Została porwana w lipcu 1998, a następnie przez 38 dni była brutalnie torturowana. Po tym czasie została zamordowana i pochowana w płytkim grobie. Oprawcy nagrywali sesje jej tortur. Jej ciało odnaleziono dopiero w styczniu 2000, podczas operacji sił bezpieczeństwa, w wyniku której zginął przywódca Hizbullahu, Hüseyin Velioğlu. W chwili śmierci miała 38 lat.

## Życie prywatne
Jej mężem był Orhan Kuriş. Mieli piątkę dzieci.

## Okoliczności śmierci
Hizbullah przyznał się do uprowadzenia, torturowania i zamordowania Kuriş, oskarżając ją o działania sprzeczne z zasadami islamu. W oświadczeniu organizacja określiła ją jako „wroga islamu i sekularno-feministyczną działaczkę”, która działała „pod dyrektywami laickiej Republiki Tureckiej oraz syjonistów”. Podano, że została „ukarana zgodnie z zasadami szariatu”.